# Graf DK 40
Graf DK 40 is een graf uit de Vallei der Koningen. Het graf werd ontdekt door Victor Loret in 1899. Het is onduidelijk voor wie het graf werd gebouwd.